# Lyftok

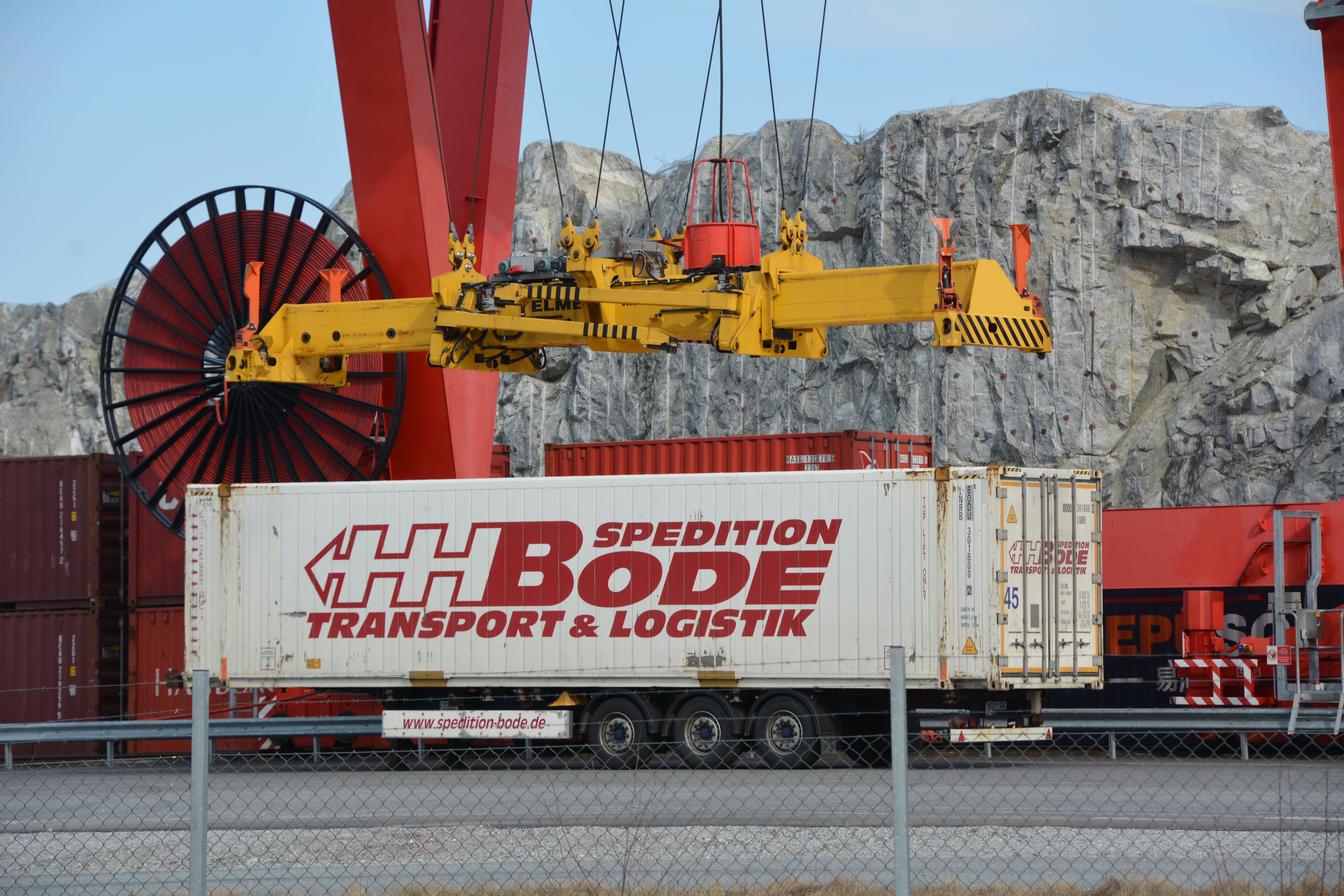
Elme lyftok till ISO-container på Logistikcenter Stockholm Nord

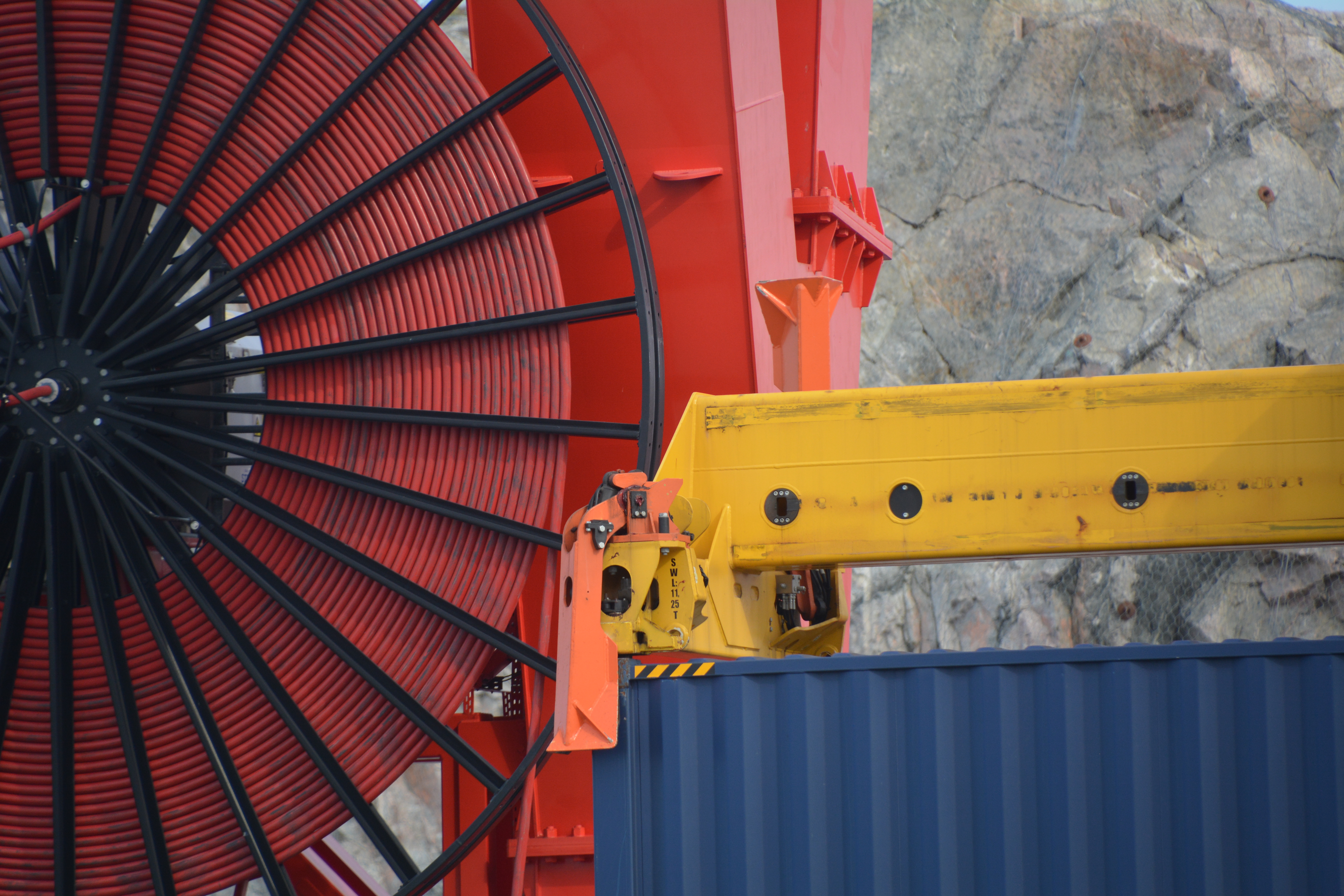
Grepp om containerhörn

Lyftok , eller lyftaggregat, är en lyftanordning för att hantera gods som containrar, arbetsbodar och mindre fartyg uppifrån med kran eller lyftfordon. 
ISO-containrar har en standardiserad utformning av containerhörn, som gör att de kan lyftas uppifrån med standardiserade elektriska lyftok från containerkranar eller rullande containerhanterare som grensletruckar eller reachstackers. Låstapparna i containrarna låses hydrauliskt med hjälp av hydraulcylindrar på lyftoket. Sådana lyftok används för omfattande och intensiv av- och pålastning.
Lyftok för semitrailrar, vilka inte har ISO-containers fästanordningar, finns för lyft med klämmor på, eller med selar runt, trailern. 
För tillfälliga lyft kan mycket enkla lyftok användas, som är demonterbara ställningar i stål eller aluminium för fast angripning eller med öglor för krokar och fästband.

## Bildgalleri

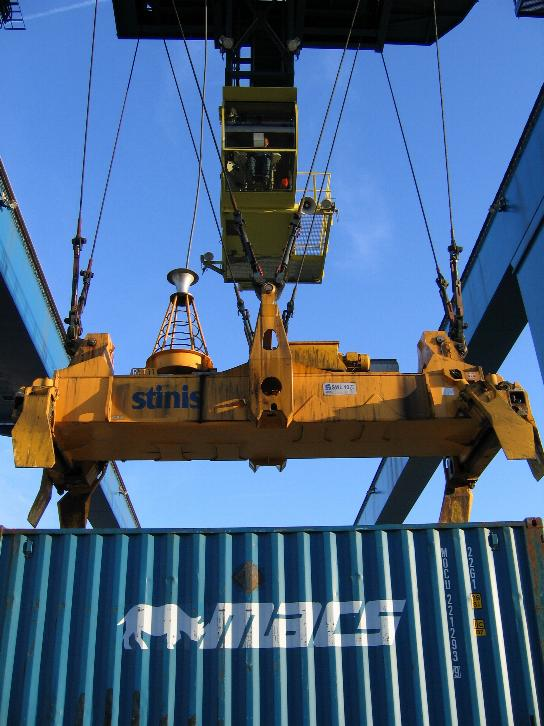
Lyftok för ISO-container
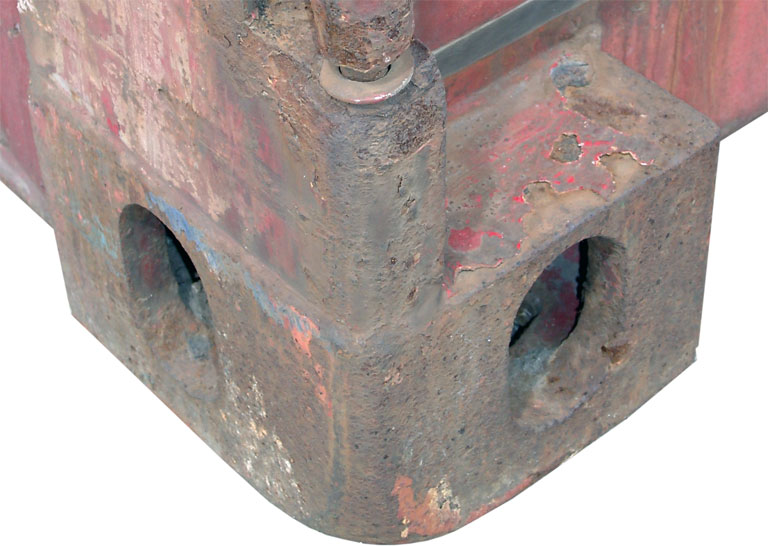
Standardiserat containerhörn anpassat för gripdon
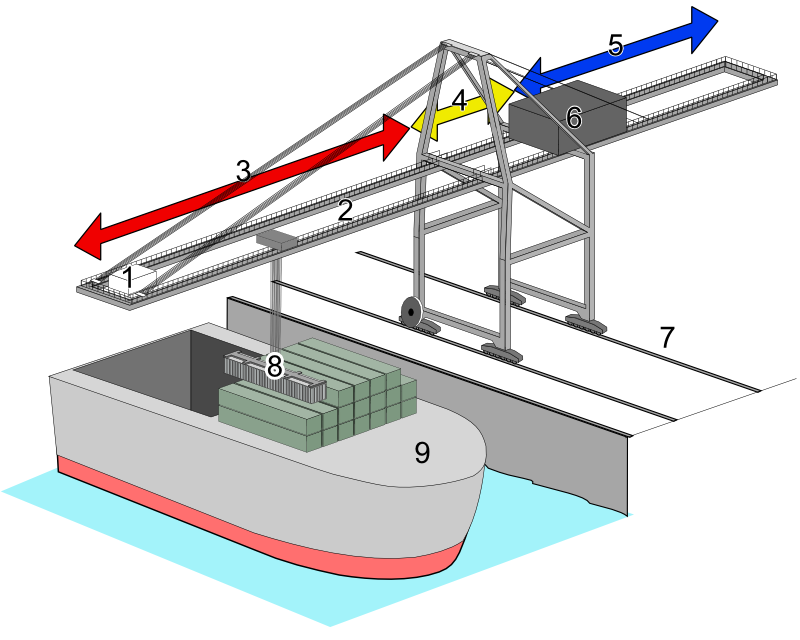
Lyftok på så kallad Ship-To-Shore-lyftkran
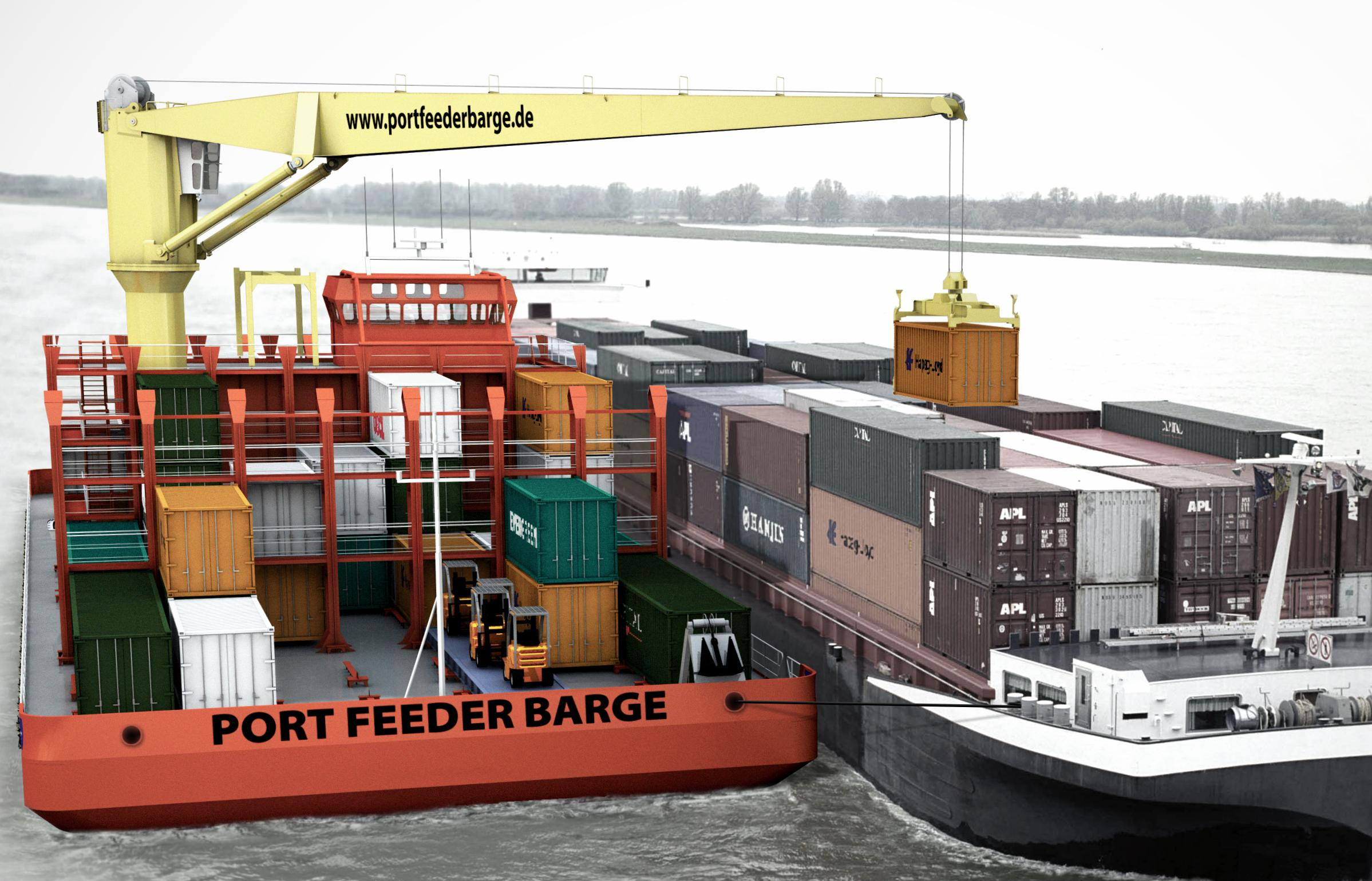
Omlastning av container mellan pråmar
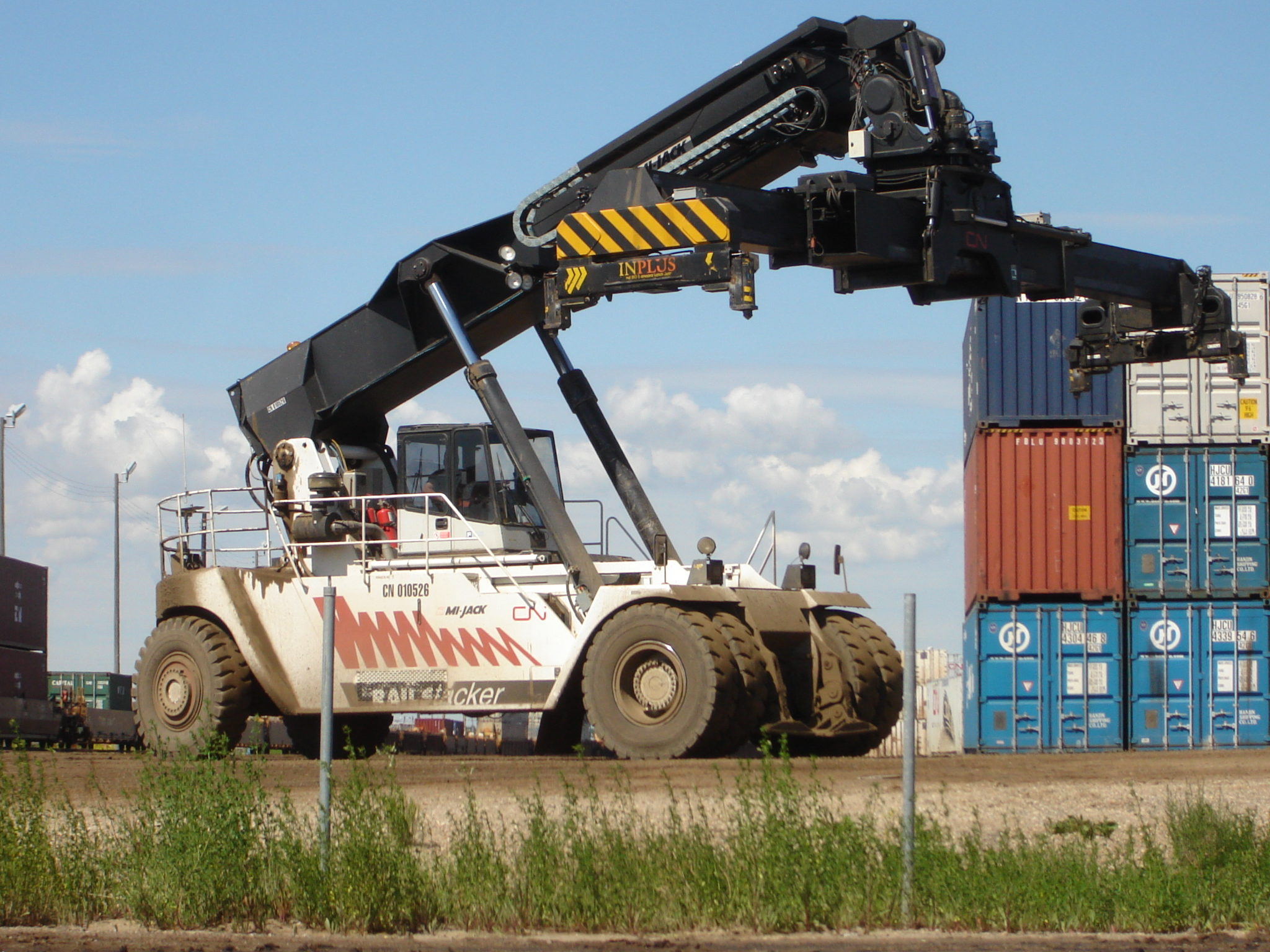
Lyftok på en reachstacker
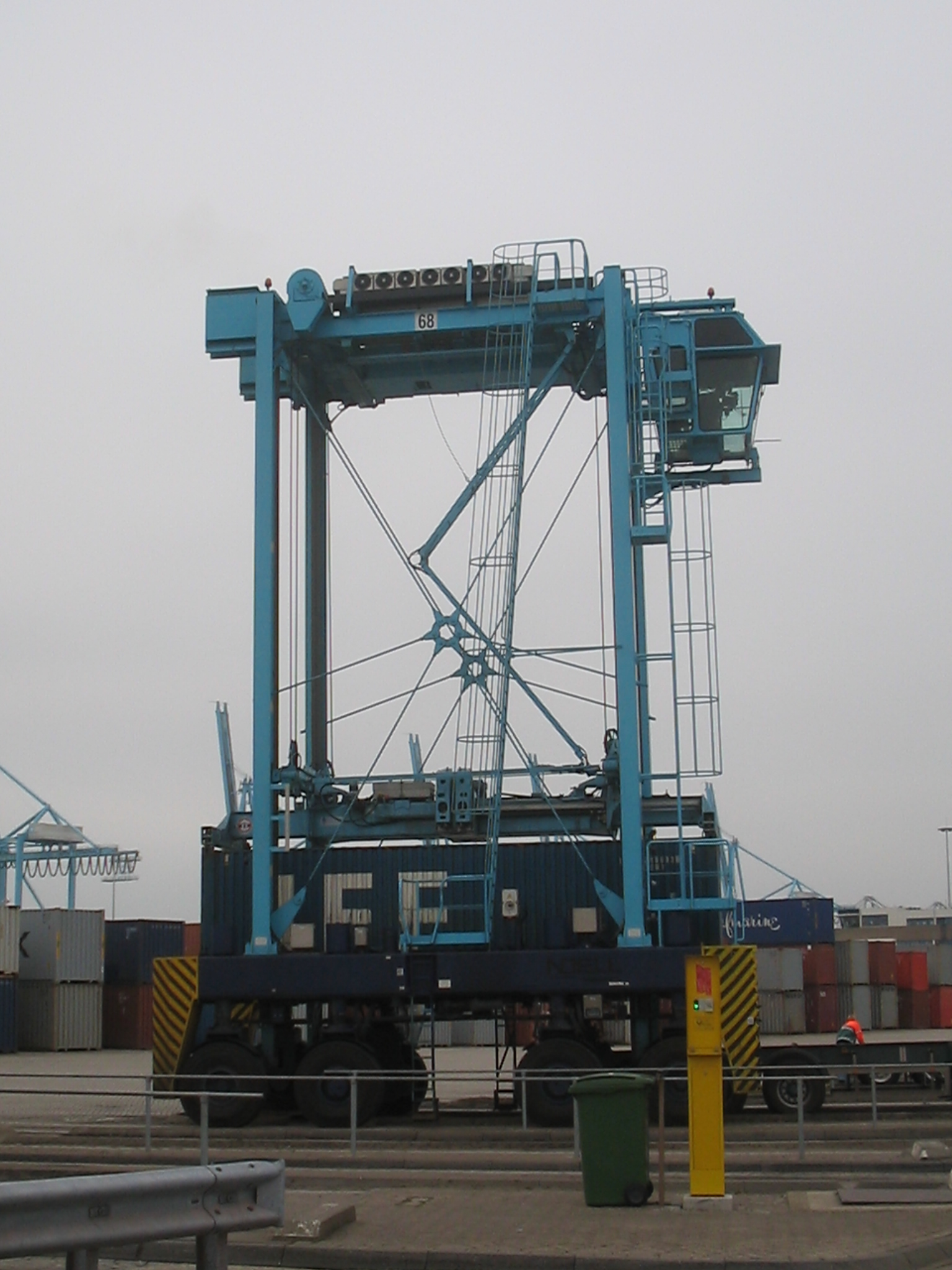
Lyftok på grensletruck
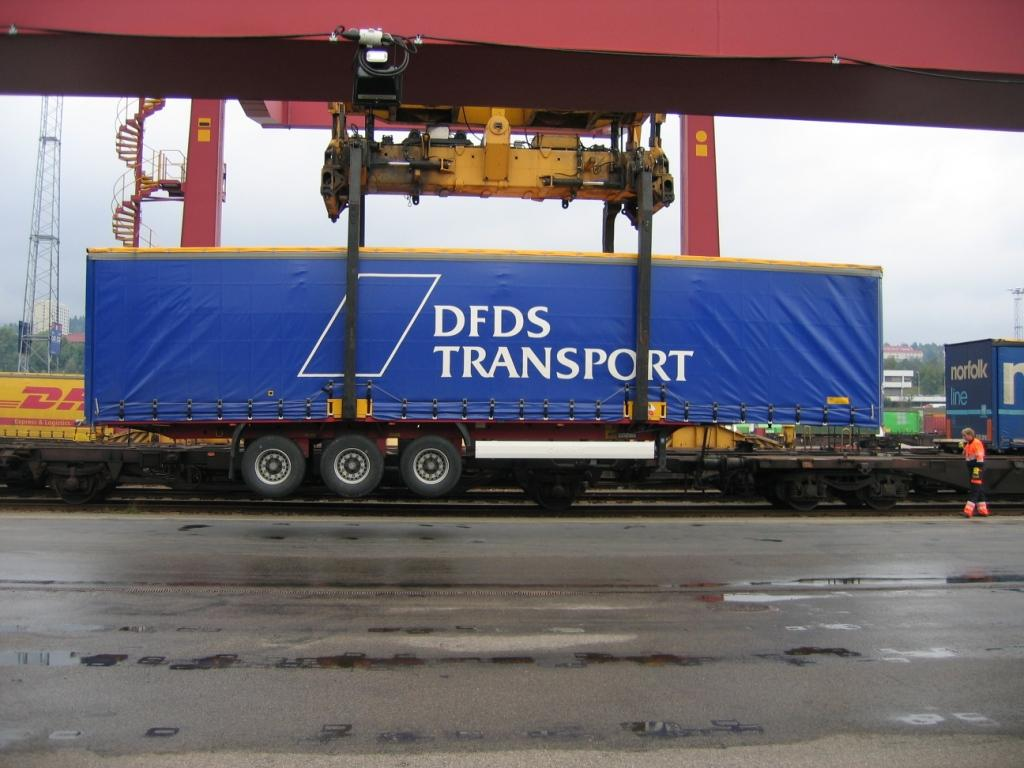
Lyftok för lyft av trailer